# فرناندو غوزمان سولورزانو
فرناندو غوزمان سولورزانو (بالإسبانية: Fernando Guzmán Solórzano)‏ (و. 1812 – 1895 م) هو سياسي من نيكاراغوا .
وهو عضو في حزب محافظي نيكاراغوا .